# .sh
.sh（源自圣赫勒拿、阿森松和特里斯坦-达库尼亚的英文：British Overseas Territory of Saint Helena）為英國海外屬地圣赫勒拿和特里斯坦-达库尼亚在互联网域名系统中拥有的國家及地區頂級域（ccTLD）。
2010年2月22日，圣赫勒拿、阿森松和特里斯坦-达库尼亚的ISO 3166-1代码进行了变更，以反映“.sh”已被用作其的國家及地區頂級域。

## 使用
.sh域名下的大多数网站都与圣赫勒拿、阿森松或特里斯坦-达库尼亚无关。
DeviantArt网站的用户可以进入他们的“储藏室”（stash），这是一项可以上传、存储和发布数字媒体的服务，其的域名便是sta.sh。
由于.sh这个文件扩展名也被Unix shell脚本使用，许多有关命令行界面的程序使用这个域名，例如Homebrew。
由于“SH”是德国联邦石勒苏益格-荷尔斯泰因州的官方缩写，.sh域名被用于公共交通网站nah.sh以及消费者咨询中心（verbraucherzentrale.sh）、德国社会民主党（spd.sh）和石勒苏益格-荷尔斯泰因州政府的一些官方子网页（例如wahlen.sh）。
节奏游戏osu!使用.ppy.sh域名，如 osu.ppy.sh、old.ppy.sh等。
电影BitTorrent自由软件程序爆米花时光的主要分支托管在.sh域名（popcorntime.sh）上。

## 外部連結
- IANA .sh whois information（页面存档备份，存于）
- Domain Hacks Suggest（页面存档备份，存于）